# Bertolonia alternifolia
Bertolonia alternifolia är en tvåhjärtbladig växtart som beskrevs av Baumgratz, Amorim och A. B. Jardim. Bertolonia alternifolia ingår i släktet Bertolonia och familjen Melastomataceae. Inga underarter finns listade i Catalogue of Life.